# زاشوندومیه
زاشوندومیه (به لاتین: Zashondomye) یک منطقهٔ مسکونی در روسیه است که در استان آرخانگلسک واقع شده‌است.